# Khairagarh
Khairagarh is een nagar panchayat (plaats) in het district Rajnandgaon van de Indiase staat Chhattisgarh. 

## Demografie
Volgens de Indiase volkstelling van 2001 wonen er 15.149 mensen in Khairagarh, waarvan 51% mannelijk en 49% vrouwelijk is. De plaats heeft een alfabetiseringsgraad van 73%. 